# Nicu Țărnă
Nicu Țărnă (n. 25 iulie 1977, Chișinău) este un cântăreț, actor de teatru și prezentator de televiziune din Republica Moldova. Este cunoscut mai ales ca solist vocal al trupei rock Gândul Mâței.
Începând cu toamna anului 2013, este unul din cei trei membri ai juriului concursului Moldova are talent, alături de cântăreața Tania Cergă și tenorul Mihai Muntean. A mai condus și showul „100 de moldoveni au zis” de pe Prime. Este absolvent al Academiei de Muzică, Teatru și Arte Plastice din Chișinău, facultatea Teatru, Regie și Film.

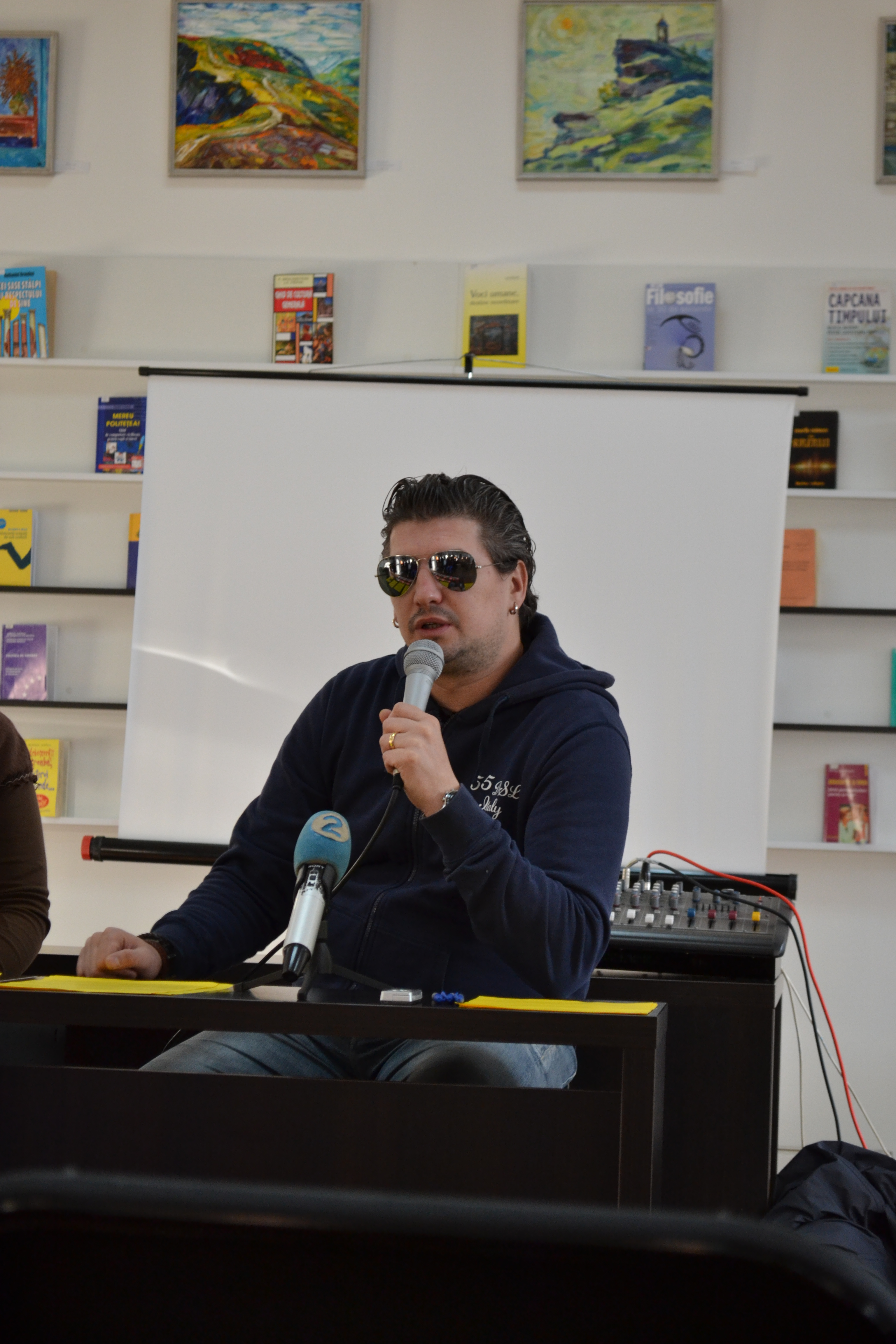

Pe 20 iulie 2013 s-a căsătorit cu Cristina Cojocaru, expert al Centrului Național Anticorupție din Republica Moldova.
Nicu este fiul lui Tudor și Zinaida Țărnă și are un frate mai mare, Mihai Țărnă, care este regizor.
Nicu Țarnă susține Unirea Republicii Moldova cu România.

## Legături externe
- Pagina oficială pe facebook
- http://www.vipmagazin.md/people/%C5%A2%C4%83rn%C4%83_Nicu_people/biografia Arhivat în 19 ianuarie 2013, la Wayback Machine.